# Inahnahen
Douar Inahnahen, de la province de Taza, est un village exilé au milieu des montagnes de la chaîne du Rif centro-oriental. Situé à 7 km de la commune d'Ajdir à 90 km de Taza et 140 km de Nador (115 km de l’aéroport de Nador). Son territoire rural est annexé à Ajdir, l'autre partie « Laâzib » à celle de Boured.